# Кондратовское сельское поселение
Кондратовское се́льское поселе́ние — упразднённое муниципальное образование в Пермском районе Пермского края Российской Федерации.
Административный центр — деревня Кондратово.

## История
Образовано в 2004 году. Упразднено в 2022 году в связи с преобразованием Пермского муниципального района со всеми входившими в его состав сельскими поселениями в Пермский муниципальный округ.

## Население
| 2010    | 2012    | 2013    | 2014    | 2015    | 2016    | 2017    |
| ------- | ------- | ------- | ------- | ------- | ------- | ------- |
| 10 259  | ↘10 243 | ↗10 549 | ↗10 705 | ↗10 965 | ↗11 079 | ↗11 729 |
| 2018    | 2019    | 2020    | 2021    |         |         |         |
| ↗12 639 | ↗13 220 | ↗13 844 | ↗14 241 |         |         |         |

## Населённые пункты
В состав сельского поселения входили 3 населённых пункта. Деревня Кондратово является самым многочисленным населённым пунктом Пермского района.
| № | Населённый пункт | Тип населённого пункта | Население |
| - | ---------------- | ---------------------- | --------- |
| 1 | Берег Камы       | деревня                | 80        |
| 2 | Заосиново        | деревня                | 156       |
| 3 | Кондратово       | деревня                | ↗14 631   |